# Belarussischer Fußballpokal 1993/94
Der Belarussische Fußballpokal 1993/94 war die dritte Austragung des belarussischen Pokalwettbewerbs der Männer. Das Finale fand am 24. Juni 1994 im Dinamo-Stadion von Minsk statt. Titelverteidiger FK Njoman Hrodna schied bereits in der 1. Runde gegen Albertin Slonim aus. Pokalsieger wurde der FK Dinamo Minsk, der sich im Finale gegen Fandok Babrujsk durchsetzte.

## Modus
Im Gegensatz zur Liga wurde der Pokal im Herbst-Frühjahr-Rhythmus ausgetragen. Bis zum Achtelfinale und im Finale wurden die Begegnungen in einem Spiel ausgetragen. Bei unentschiedenem Ausgang wurde zur Ermittlung des Siegers eine Verlängerung gespielt. Stand danach kein Sieger fest, folgte ein Elfmeterschießen. Das Viertel- und Halbfinale wurden in Hin- und Rückspiel ausgetragen. Der Sieger qualifizierte sich für den Europapokal der Pokalsieger.

## Teilnehmende Teams
| Wyschejschaja Liha (16) | Perschaja Liha (8) | Druhaja Liha (4)                                                            |
| --- | --- | --------------------------------------------------------------------------- |
| - FK Dinamo Minsk - Dinamo-93 Minsk - Schinnik Babrujsk - FK Dinamo Brest - Dnjapro Mahiljou - Fandok Babrujsk - FK Njoman Hrodna - KIM Wizebsk - FK Maladsetschna - Tarpeda Minsk - FK Schachzjor Salihorsk - Tarpeda Mahiljou - Stroitel Staryja Darohi - Lokomotiv Wizebsk - Homselmasch Homel - Wedrytsch Retschyza | - Kamunalnik Pinsk - FK Arbita Lida - Smena Minsk - Palesse Masyr - KPF Slonim - FK Kolas-Stroitel Wusze - FK Tarpeda Schodsina - Santanas Samachwalawitschy | - Ataka-407 Minsk - Kardan-Flyers Hrodna - FK Legmasch Orscha - Sarja Jasyl |

## 1. Runde
Teilnehmer: 12 Mannschaften der ersten Liga, 8 Mannschaften der zweiten Liga und 4 Mannschaften der dritten Liga.
| Datum      |                                 | Ergebnis              |                             |
| ---------- | ------------------------------- | --------------------- | --------------------------- |
| 03.07.1993 | FK Arbita Lida (II)             | 1:2 n. V.             | FK Dinamo Minsk (I)         |
| 03.07.1993 | Santanas Samachwalawitschy (II) | 0:4                   | Dnjapro Mahiljou (I)        |
| 03.07.1993 | Sarja Jasyl (III)               | 0:9                   | FK Dinamo Brest (I)         |
| 03.07.1993 | Kamunalnik Pinsk (II)           | 5:2                   | Tarpeda Mahiljou (I)        |
| 03.07.1993 | FK Kolas-Stroitel Wusze (II)    | 1:2                   | Stroitel Staryja Darohi (I) |
| 03.07.1993 | Palesse Masyr (II)              | 0:1                   | Wedrytsch Retschyza (I)     |
| 03.07.1993 | Smena Minsk (II)                | 1:3                   | Fandok Babrujsk (I)         |
| 03.07.1993 | KPF Slonim (II)                 | 2:1                   | FK Njoman Hrodna (I)        |
| 03.07.1993 | FK Legmasch Orscha (III)        | 1:3                   | Tarpeda Minsk (I)           |
| 03.07.1993 | Ataka-407 Minsk (III)           | 1:3                   | Schinnik Babrujsk (I)       |
| 03.07.1993 | Kardan-Flyers Hrodna (III)      | 1:0                   | Dinamo-93 Minsk (I)         |
| 03.07.1993 | FK Tarpeda Schodsina (II)       | 1:1 n. V. (4:2 i. E.) | Lokomotiv Wizebsk (I)       |

## Achtelfinale
Teilnehmer waren die 12 Sieger der ersten Runde und vier weitere Erstligisten: FK Maladsetschna, KIM Wizebsk, Homselmasch Homel und FK Schachzjor Salihorsk.
| Datum      |                             | Ergebnis |                             |
| ---------- | --------------------------- | -------- | --------------------------- |
| 07.07.1993 | Homselmasch Homel (I)       | 0:1      | FK Schachzjor Salihorsk (I) |
| 07.07.1993 | FK Dinamo Minsk (I)         | 2:1      | Dnjapro Mahiljou (I)        |
| 07.07.1993 | FK Dinamo Brest (I)         | 3:1      | Kamunalnik Pinsk (II)       |
| 07.07.1993 | Stroitel Staryja Darohi (I) | 1:0      | Wedrytsch Retschyza (I)     |
| 07.07.1993 | Fandok Babrujsk (I)         | 3:2      | FK Tarpeda Schodsina (II)   |
| 07.07.1993 | Tarpeda Minsk (I)           | 3:1      | KPF Slonim (II)             |
| 07.07.1993 | Schinnik Babrujsk (I)       | 2:0      | Kardan-Flyers Hrodna (III)  |
| 07.07.1993 | KIM Wizebsk (I)             | 0:2      | FK Maladsetschna (I)        |

## Viertelfinale
Teilnehmer: Die 8 Sieger aus dem Achtelfinale.
| Datum             |                      | Gesamt |                             | Hinspiel | Rückspiel |
| ----------------- | -------------------- | ------ | --------------------------- | -------- | --------- |
| 11.07./02.08.1993 | FK Maladsetschna (I) | 2:0    | FK Schachzjor Salihorsk (I) | 1:0      | 1:0       |
| 11.07./02.08.1993 | FK Dinamo Minsk (I)  | 1:0    | Tarpeda Minsk (I)           | 1:0      | 0:0       |
| 11.07./02.08.1993 | FK Dinamo Brest (I)  | 3:0    | Stroitel Staryja Darohi (I) | 2:0      | 1:0       |
| 11.07./02.08.1993 | Fandok Babrujsk (I)  | 1:0    | Schinnik Babrujsk (I)       | 0:0      | 1:0       |

## Halbfinale
| Datum          |                     | Gesamt |                      | Hinspiel | Rückspiel |
| -------------- | ------------------- | ------ | -------------------- | -------- | --------- |
| 06./28.10.1993 | FK Dinamo Minsk (I) | 6:0    | FK Dinamo Brest (I)  | 4:0      | 2:0       |
| 06./28.10.1993 | Fandok Babrujsk (I) | 4:1    | FK Maladsetschna (I) | 3:0      | 1:1       |

## Finale
| Paarung         | FK Dinamo Minsk – Fandok Babrujsk |
| Ergebnis        | 3:1 (1:1) |
| Datum           | 24. Juni 1994 |
| Stadion         | Dinamo-Stadion, Minsk |
| Zuschauer       | 3.000 |
| Schiedsrichter  | Wadsim Schuk |
| Tore            | 1:0 Pjotr Katschura (20.) 1:1 Sjarhej Jaromka (28.) 2:1 Jury Schukanau (68.) 3:1 Sjarhej Baranouski (90.) |
| FK Dinamo Minsk | Jury Afanassenka – Aljaksandar Luchwitsch, Aleksandr Tajkau, Jewgenij Kaschenzau, Andrej Astrouski – Aleh Tscharnjauski, Antuan Majorau (46. Uladsimir Wostrykau), Eduard Dejemenkowez, Waljanzin Bjalkewitsch (86. Sjarhej Baranouski) – Jury Schukanau, Pjotr Katschura (76. Oleh Putilo). Cheftrainer: Weniamin Arsamaszau |
| Fandok Babrujsk | Jurij Swirkau – Sergej Rasumowitsch, Igor Schustikau, Andrej Chrypatsch (81. Wital Tarakanau), Oleh Tscherepnjau – Kirill Sawostikau, Eduard Hradobojeu (86. Wladimir Karpenko), Ihor Hradobojeu, Wiktar Kukar – Sjarhej Jaromka, Sergej Omeljussik. Cheftrainer: Iwan Sawostikau                                             |
| Gelbe Karten    | Jury Schukanau, Jewgenij Kaschenzau, Pjotr Katschura, Aljaksandar Luchwitsch, Uladsimir Wostrykau – Igor Schustikoau |